# ウラジーミル・ヤクーニン
ウラジーミル・イワノヴィチ・ヤクーニン（ロシア語: Владимир Иванович Якунин、ラテン文字転写の例：Vladimir Ivanovich Yakunin、1948年6月30日 - ）は、ロシア連邦の官僚、企業家。ヤクーニンはウラジーミル・プーチン大統領の盟友かつ、側近グループのメンバーのうちの1人であると観測されている。

## 経歴
1948年6月30日にソビエト連邦のロシア・ソビエト連邦社会主義共和国のメレンキに誕生する。父のイワンはソ連国境警備隊（KGB、ソ連国家保安委員会の部局）で勤務していた。幼児期は父の赴任先であるエストニアで過ごす。1972年にレニングラード工科大学を卒業する。大学では航空機設計を学ぶ。大学卒業後、レニングラード国立応用化学研究所に勤務。1975年から2年間兵役に就く。1977年にソビエト連邦閣僚会議国家通商委員会（国家貿易委員会）に勤務する。1982年にヨッフェ物理技術研究所対外関係部長に就任。1985年にソビエト連邦国際連合代表部員となり、1988年には同第一書記。いくつかの情報によると、国際連合代表部勤務の間、KGB第一総局（対外諜報部門）の要員であったとされる。
1991年のソビエト連邦の崩壊後、実業界に身を置く。1991年4月にユーリ・コヴァルチューク、セルゲイ・フルセンコ 
と共にTEMP社を創設し、フルセンコが代表取締役社長に、ヤクーニンは取締役に就任する。また、同年コヴァルチューク、ヴィクトル・ミャーチンとともにJSC Quark（後にJSC Stream）社を設立する。さらに同年12月には、ロシア銀行（Russia bank）取締役・少数保有株主となる。
1990年代初めまでサンクトペテルブルク近郊のコムソモリスコエ湖東湖畔にダーチャを保有していた。このダーチャの近隣には、プーチン、アンドレイ・フルセンコ（Andrei Fursenko・セルゲイ・フルセンコの実兄）、セルゲイ・フルセンコ、ウラジーミル・スミルノフ、ニコライ・シャマノフらもダーチャを構えていた。1996年11月10日彼らはオゼロ（オーゼロ、湖を意味する）協会を設立した。 
1997年1月にBalt Unexim銀行取締役に選出されるが、その後官界に戻り、2000年にロシア連邦交通省次官を経て2002年に同第一次官に就任する。2003年10月24日にロシア鉄道副社長を経て、2005年6月15日に同社社長に就任する。
ヤクーニンはプーチン政権内に隠然たる勢力を持つ。2006年に与党統一ロシアの執行部役員に選出されると予想されたが、これは実現しなかった。 2015年8月20日にはロシア鉄道の社長を辞任した。また、2012年から2015年まで国際鉄道連合会長も務めた。

## 参考
- Victor J. Yasmann "Russia: Could Yakunin Be 'First-Called' As Putin's Successor?", Radio Free Europe, June 21, 2006.
- Ilya Arkhipov "A Senior Railway Official's Take on the Kremlin's Route", Russia Profile, June 16, 2005.
- A biography of Yakunin by V. Pribylovsky in Russian
- Yambaeva, Renata. The Railwayman Kommersant, 15.06.2005